# Aladin en de wonderlamp
Aladin en de wonderlamp, ook geschreven als Aladdin of Alladin (Arabisch: علاء الدين, Perzisch: علاءالدین و چراغ جادو داستان), is een van de bekendste sprookjes uit de verhalencyclus Duizend-en-een-nacht, hoewel het in werkelijkheid geen deel uitmaakte van de oorspronkelijke Arabische tekst.
Het verhaal gaat over een zwerver genaamd Aladin, die een lamp vindt waar een djinn in huist. Deze geest vermag de wensen van de eigenaar van de lamp te vervullen.

## Verhaal
Aladin is een Chinese kleermakerszoon en leeft nu op straat, waar hij steelt om te overleven. Op een dag komt er een tovenaar uit Afrika, die zegt Aladins oom te zijn. Samen met hem gaat Aladin op reis naar de woestijn. Daar laat de tovenaar Aladin afdalen in een grot om een bijzondere lamp op te halen. Aladin wordt streng gemaand niets aan te raken, behalve de lamp. Hij neemt echter onderweg in de grot zoveel mogelijk schatten, waardoor hij bijna niet meer boven geraakt. De tovenaar wordt hierdoor zo kwaad dat hij de grot dichtgooit.
Aladin heeft echter voor noodgevallen een ring van de tovenaar gekregen. Op het moment dat hij hieraan draait verschijnt er een geest, die Aladin op diens verzoek naar huis brengt. Als Aladins moeder de lamp later oppoetst, verschijnt er een djinn die in staat is wensen te vervullen en die hen hiermee steeds weer uit de zorgen kan helpen.
Op een dag ziet Aladin een prinses. In sommige versies van het verhaal is zij de dochter van de keizer van China, in andere van de sultan, kalief sjah of koning. Hij is op slag verliefd op haar. Om met haar te mogen trouwen eist haar vader dat hij laat zien hoe rijk hij is: zeven schalen diamanten moet hij brengen. Met behulp van de wonderlamp is dat geen probleem. Ook het bouwen van een paleis om met zijn nieuwe bruid in te wonen niet. Maar de tovenaar ligt op de loer. Hij troggelt hen handig de lamp af als Aladin afwezig is en laat het paleis inclusief de prinses met hem terug naar Afrika brengen.
Aladin gaat wanhopig op zoek, maar draait per ongeluk weer aan de ring. De ringgeest kan het paleis niet terugbrengen, maar Aladin wel naar het paleis. Daar verslaat Aladin samen met de prinses de tovenaar en laat alles weer terugbrengen om het verhaal van een goede afloop te voorzien.
De manier waarop de tovenaar verslagen wordt verschilt in de verschillende versies van het verhaal. In sommige versies krijgt hij een vergetelheidsdrank, of hij wordt dronken gevoerd en gedood, of verslagen in een gevecht.

## Oorsprong
Het verhaal behoort met Ali Baba tot de zogenoemde "Weeskindverhalen", omdat het geen deel was van de oorspronkelijke "Duizend en een nacht"-collectie. Het werd in 1710 door de Franse vertaler Antoine Galland toegevoegd in het boek Les mille et une nuits.
De dichter John Payne citeerde in 1901 fragmenten uit Gallands onuitgegeven dagboek waaruit zou blijken dat de bron van de Fransman een maronitische geleerde uit Aleppo was, genaamd Youhenna Diab. Volgens Gallands dagboek van 25 maart 1709 ontmoette hij de man, die hij "Hanna" noemde, die dag en deze vertelde hem het verhaal van Aladdin. Het dagboek vermeldt verder dat hij het verhaal in de winter van 1709-1710 vanuit het Arabisch naar het Frans vertaalde. Het werd toegevoegd in de "Duizend en een nacht" bundel tussen de Volume IX en X en uitgegeven in 1710. Payne vermeldt eveneens de ontdekking van twee Arabische manuscripten met het verhaal van Aladin in de Bibliothèque Nationale in Parijs. Het bleek echter volgens de Amerikaans-Irakese islamoloog en arabist Muhsin Mahdi om vervalsingen te gaan. Vooral omdat nog geen oorspronkelijke Arabische teksten voor Aladin (en Ali Baba) zijn ontdekt, denken experten dat de Franse versies werden gebruikt om die verhalen terug naar het Arabisch te vertalen.

## Nederlandse vertalingen
- Het verhaal van Aladdin en de wonderlamp. Een vertelling van duizend en een nacht, vert. Richard van Leeuwen, 1994. ISBN 9789054603016
- Aladdin en de wonderlamp, een kinderboek van Philip Pullman, 2005. ISBN 9789062387281

## Verfilmingen
- Disney maakte in 1992 een tekenfilmversie van het verhaal (in 2019 gevolgd door een liveactionremake). Hierin is de tovenaar vervangen door Jafar, de grootvizier van de sultan.

## Afbeeldingen

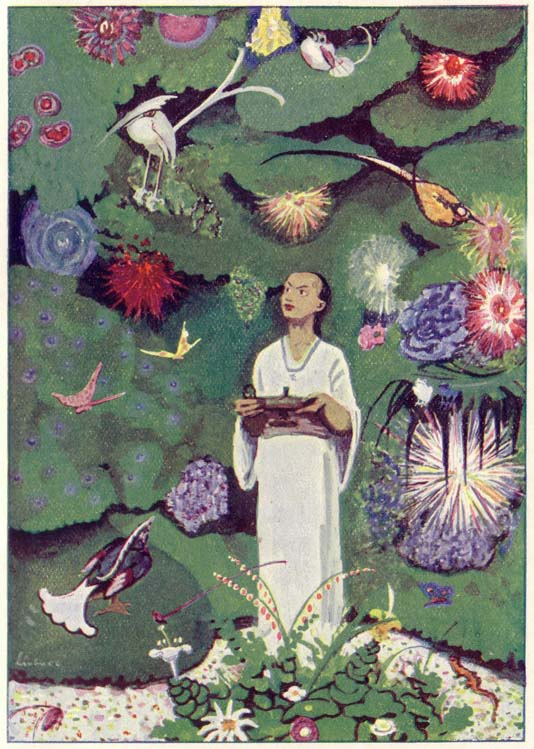
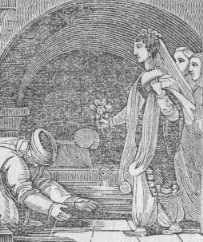
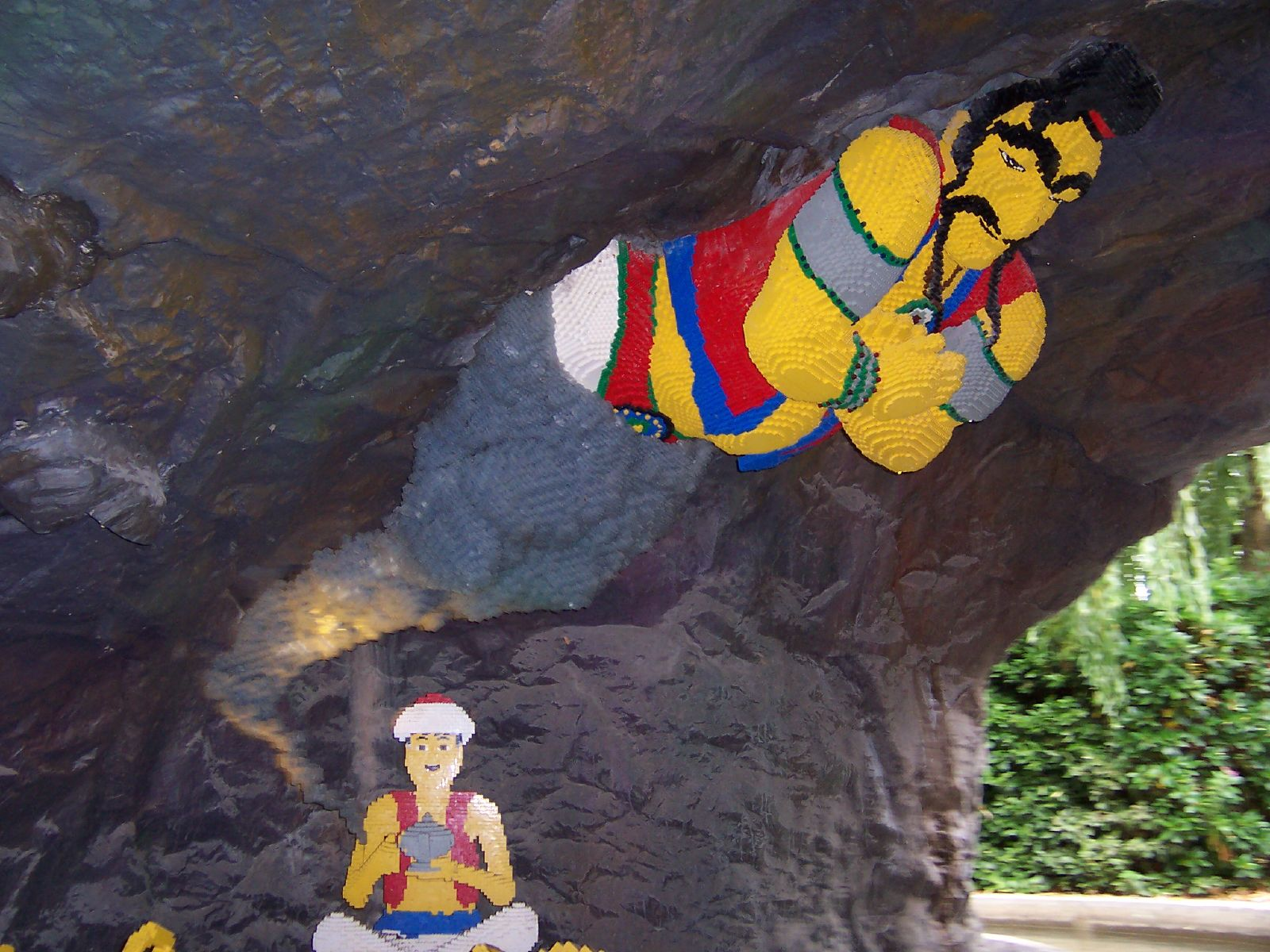
Aladin en de geest afgebeeld in Legoland Windsor
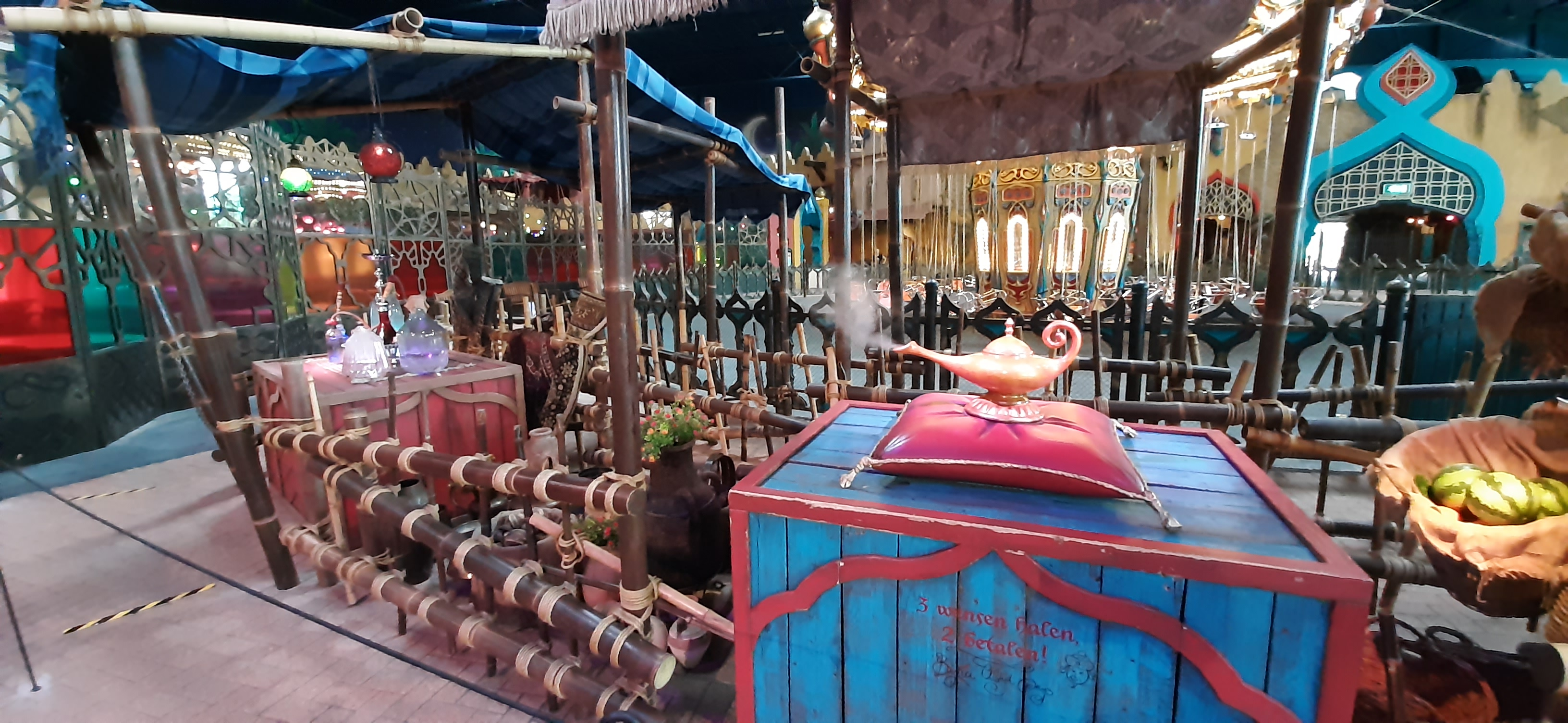
De wonderlamp in Attractiepark Toverland ter decoratie in de wachtrij van de attractie Djinn.